# Софроний (Кристалевский)
Епи́скоп Софро́ний (в миру Стефан Назарьевич Кристалевский; 25 декабря 1703 — 30 марта 1771, Иркутск) — епископ Православной российской церкви, епископ Иркутский и Нерчинский.
Святой Русской православной церкви, почитается в лике святителей, память совершается (по юлианскому календарю): 30 марта, 10 июня (Собор Сибирских святых) и 30 июня.

## Биография
Родился в Полтавской губернии. Обучался в Переяславской семинарии. После её окончания в 1727 году стал послушником Красногорского Покровского монастыря. В нём 23 апреля 1730 года принял монашеский постриг с именем Софроний в честь святителя Софрония Иерусалимского. В 1732 году в Софийском соборе Киева был рукоположён во иеродиакона, а потом — иеромонаха. Два года он был казначеем Покровского монастыря, затем по указу епископа Переяславского Арсения (Берлова) его перевели экономом в архиерейский дом. В 1735 году по епархиальным делам он был направлен в Санкт-Петербург, где провёл два года и был замечен в Синоде. В 1742 году в числе других 29 монахов, собранных со всей империи для пополнения братии Александро-Невской лавры, Софрония перевели в Санкт-Петербург и сделали казначеем, а в 1746 году наместником обители. В этой должности он провёл семь лет. Помощником Софрония стал его земляк преподобный Синесий (Иванов), которого он пригласил в Санкт-Петербург и назначил устроителем Ново-Сергиевой пустыни, приписанной к лавре.
После смерти иркутского епископа Иннокентия обширная Иркутская епархия была 5 лет без епископа. Указом императрицы Елизаветы Петровны от 23 февраля 1753 года Синоду было рекомендовано возвести Софрония в архиерейский сан и назначить на Иркутскую кафедру. 18 апреля того же года Софроний в Успенском соборе Московского Кремля был хиротонисан во епископа Иркутского и Нерчинского. После хиротонии Софроний вначале поехал в Киев помолиться у святынь Киево-Печерской лавры, а затем выехал в свою епархию. 20 марта 1754 года он прибыл в Иркутск
Приняв дела управления, Софроний совершил поездку по епархии, посетил Нерчинск, Киренск, Якутск. В дальнейшем он неоднократно предпринимал миссионерские поездки. Он проявил себя как строитель храмов, основатель духовной семинарии, где сам преподавал. Своего друга Синесия он взял с собой в Сибирь, в 1754 году назначил его игуменом иркутского Вознесенского монастыря, а позднее возвёл его в сан архимандрита и сделал членом консистории, где Синесий проявил себя как помощник Софрония в делах епархиального управления.
В 1760 году только благодаря донесению Софрония, направленному в Петербург, удалось привлечь внимание императрицы Елизаветы Петровны к продолжавшимся более полутора лет в Иркутске беззакониям коллежского асессора Петра Крылова.
Чувствуя наступление старости и ухудшение здоровья, Софроний просил Синод уволить его на покой, но поиски замены затянулись, и святитель Софроний скончался в Иркутске 30 марта 1771 года, на второй день Пасхи. Погребение Софрония было совершено не сразу — 6 месяцев и 10 дней его тело находилось в Казанском приделе иркутского Богоявленского собора. 8 октября 1771 года состоялось его погребение. Все это время тело не подавало признаков тления, что стало началом почитания Софрония как святого, позднее к этому добавились и сообщения о чудесах по молитвам к нему. В 1874 году останки Софрония были освидетельствованы и признаны нетленными.

## Канонизация
18 апреля 1917 года в Богоявленском соборе случился пожар, уничтоживший гробницу епископа Софрония. Уцелевшие от огня останки были собраны и благоговейно положены в особый ковчежец. Это событие нашло отражение в Службе святителю:
... егда же приспе время прославления твоего, испепелися гроб твой запалением огненным и мощи со одеждею изнуришася, грех ради наших и сквернаго жития, яко недостойным сущим имети сокровище Небесное, но и по сих присно с нами пребываеши, даруя нам мир и велию милость.
В том же 1917 году по постановлению 49-го Епархиального съезда Иркутской епархии Высокопреосвященным Иоанном было возбуждено ходатайство пред Святейшим Сино-дом о всеобщем прославлении Святителя Софрония. Вопрос о его канонизации, начиная с 1909 года, уже неоднократно поднимался не только в Иркутске, но и в других соседних епархиях Восточной Сибири. И это ходатайство Владыки Иоанна, несмотря на сложную политическую обстановку в стране, оказалось завершающим. Архиепископом Иоанном были подготовлены материалы по канонизации, составлена отдельная брошюра «Явления благодатной помощи Святителя Софрония, 3-го епископа Иркутского», в которой содержалось описание 65 чудес, проверенных особой комиссией (всего чудес, только записанных и проверен-ных ещё до канонизации Святителя, насчитывалось шестьдесят восемь), находились листы с подписями свыше 18 000 тысяч лиц, выражающих твёрдую уверенность в том, что воистину «приспело время всецерковного прославления Святителя Софрония». В брошюру входили свидетельства врачей Клевезаля и Волобуева о некоторых наиболее ярких случаях чудесных исцелений по молитвам Святителя, на основании показаний, данных под присягой. В 1918 году Поместный собор Православной российской церкви канонизировал Софрония в лике святых.